# Prima legge di Gay-Lussac

Animazione che spiega la prima legge di Gay-Lussac

La prima legge di Gay-Lussac, all'estero meglio nota come legge di Charles o come legge di Charles-Volta-Gay-Lussac (legge di trasformazione isobarica), afferma che in una trasformazione isobarica, ovvero in condizioni di pressione e quantità di sostanza costanti, il volume di un gas ideale è direttamente proporzionale alla temperatura assoluta.
La legge prende il nome dal chimico-fisico francese Joseph Louis Gay-Lussac, che la formulò nel 1802, anche se il francese Jacques Charles aveva scoperto la legge una quindicina d'anni prima, senza tuttavia pubblicare i risultati delle sue ricerche, così come il fisico italiano Alessandro Volta, che nel 1791 compì analoghe ricerche sulla dilatazione dei gas, anticipando anch'egli i risultati di Gay-Lussac.
Anche l'inglese Francis Hauksbee era pervenuto allo stesso risultato già nel 1708, senza tuttavia fornirne una formulazione matematica rigorosa.

## Formulazione matematica e conseguenze fisiche

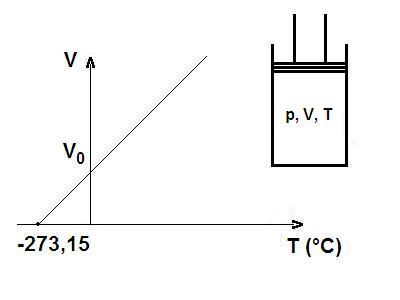
Rappresentazione grafica della Legge di Volta Gay-Lussac

Indicando con  {\displaystyle V_{0}} il volume di una quantità fissata di gas alla temperatura di {\displaystyle 0^{\circ }C} e con {\displaystyle V} il suo volume alla temperatura {\displaystyle t} (misurata in gradi Celsius), la legge è espressa matematicamente dalla relazione:
{\displaystyle V=V_{0}(1+\alpha t)}
Il parametro {\displaystyle \alpha } è detto coefficiente di dilatazione termica e ha le dimensioni dell'inverso della temperatura perché il prodotto {\displaystyle \alpha t} è adimensionale.
Per un gas ideale {\displaystyle \alpha } vale circa {\displaystyle 3,663\cdot 10^{-3}\;^{\circ }C^{-1}}, pari a circa {\displaystyle 1/273\;^{\circ }C^{-1}}.
Raccogliendo a fattor comune la costante {\displaystyle \alpha } si ottiene:
{\displaystyle V=V_{0}\alpha {\Biggl (}{\frac {1}{\alpha }}+t{\Biggr )}}, dove {\displaystyle {\Biggl (}{\frac {1}{\alpha }}+t{\Biggr )}=T} indica la temperatura assoluta.
La prima legge di Gay Lussac prende quindi la forma più semplice:
{\displaystyle V=V_{0}\alpha T},
che si può definire così:
La legge prevede che un gas ideale abbia volume nullo in corrispondenza della temperatura
{\displaystyle t=-{\frac {1}{\alpha }}=-273,15^{\circ }C},
detta zero assoluto. Tutti i gas reali si liquefanno prima di giungere a tale temperatura: a {\displaystyle -196\;^{\circ }C} l'azoto, a {\displaystyle -253\;^{\circ }C} l'idrogeno. L'elio liquefà a {\displaystyle -269\;^{\circ }C} e segue la legge di Gay-Lussac più o meno fino a quella temperatura.
La prima legge di Gay Lussac è sperimentalmente verificata per pressioni non troppo elevate e per temperature non troppo prossime a quella di liquefazione del gas, ovvero quando il gas si comporta quasi come un gas ideale. In tal senso, essa è una "legge limite", essendo vera solo per condizioni che si avvicinano alla condizione (limite) di un gas ideale (al quale si avvicinano tutti i gas a pressioni molto basse e temperature molto alte).